# Карвалью, Жуан ди Соза
Жуа́н ди Со́за Карва́лью (порт. João de Sousa Carvalho; 22 февраля 1745, Эштремош, Португалия — 1798, Борба, Португалия) — португальский композитор.

## Биография
Музыкальное образование получил в Неаполе. Ставил собственные оперы в Риме, используя либретто итальянских поэтов. С 1778 года был учителем музыки у членов португальской королевской семьи. Автор ряда опер, как правило на исторические и мифологические сюжеты. Современники называли его «португальским Моцартом». Писал также светские и духовные кантаты («Te Deum» — 1769, 1789, 1792), а также пьесы для клавесина: сонаты, ричеркары, токкаты и прочее.

## Сочинения
- опера «Изобретательная любовь» / L’amore industrioso (1769)
- опера «Эвменида» / L'Eumene  (на либретто Апостоло Дзено, 1773)
- опера «Селевк, царь Сирии» / Seleuco, re di Siria (1781)
- опера «Эндимион» / L’Endimione (1783)
- опера «Адраст, царь аргивян» / Adrasto, re degli Argivi (1784)